# 沢田一郎

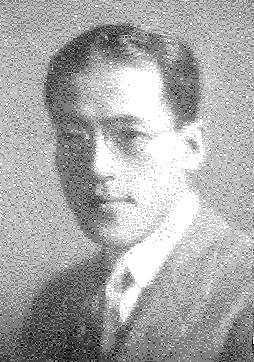
沢田一郎

沢田 一郎（澤田 一郎、さわだ いちろう、1894年8月7日 - 1984年2月3日、享年89）は、元日本オリンピック委員会名誉委員、元ヤナセ常務。

## 来歴
東京府出身。東京府立一中（現在の東京都立日比谷高等学校）などを経て、1918年に東京帝国大学法学部政治学科卒業。東大在学中に主に陸上競技中距離選手として活躍し、走高跳、800mで日本記録を出す。1917年には、地元東京で開催された第3回極東選手権競技大会の880ヤード（メートル法の800mに相当）に出場し、3位となった。
卒業後は三井物産に入社した。ニューヨーク支店に勤務中、ニューヨークに合宿に来た1920年アントワープオリンピックの日本選手団の世話係を務めている。1924年（大正13年）、パリオリンピック日本選手代表団監督となる、
1949年にヤナセに移る。
スポーツ界の役職として、日本体育協会理事や日本オリンピック委員会 (JOC)委員も務めた。